# Islas Shelter
Las islas Shelter (según Chile) o islas Abrigo (según Argentina) son un grupo de pequeñas islas, ubicadas 0,5 kilómetros al oeste de la isla Winter (o Invierno), en las islas Argentina, frente a la costa oeste de la península Antártica.

## Historia y toponimia
Fueron cartografiadas por la Expedición Británica a la Tierra de Graham (BGLE), liderada por John Rymill, en febrero de 1935, y denominadas shelter («abrigo») porque protegen el fondeadero noroeste de la isla Winter. La denominación argentina es traducción del topónimo británico.

## Reclamaciones territoriales
Argentina incluye las islas en el departamento Antártida Argentina dentro de la provincia de Tierra del Fuego, Antártida e Islas del Atlántico Sur; para Chile forman parte de la comuna Antártica de la provincia Antártica Chilena dentro de la Región de Magallanes y de la Antártica Chilena; y para el Reino Unido integran el Territorio Antártico Británico. Las tres reclamaciones están sujetas a las disposiciones del Tratado Antártico.
Nomenclatura de los países reclamantes: 
- Argentina: islas Abrigo[6][7]
- Chile: islas Shelter[4]
- Reino Unido: Shelter Island[5]